# 360 deal
360 deal oftewel 360 gradencontract - ook wel 'multiple rights deal', de 'new deal' of '360 degrees' genoemd - is de aanduiding die wordt gebruikt voor de opvolger van het platencontract. Het gaat in feite om een nieuw soort muziekcontract, waarbij de artiest als merk op de voorgrond treedt. De partij die met de artiest contracteert kan een platenmaatschappij zijn, een management, een concertorganisator, een muziekuitgever of een telefoonbedrijf. Het maakt in feite niet uit. Kern van het contract is het door de artiest en zijn zakenpartner(s) delen van álle denkbare inkomsten die de artiest ontvangt voor zijn of haar prestaties als artiest en het in één hand komen van alle rechten van de artiest.

## Inhoud van het contract
Binnen een 360 deal gaan de contractspartijen uit van een bedrijfsmodel waarbij sprake is van 'full rights management' en waarbij de artiest wordt gezien als een merk. Alle rechten van de artiest, zoals portretrechten, merkrechten, naburige rechten, auteursrechten en overige rechten, komen daarbij meestal in één hand.

## Geen modelcontract
Een 360 deal kan via een allesomvattend contract met de artiest worden geregeld, maar ook door middel van aandelentransacties, vennootschap of joint venture overeenkomsten, verpandingen of op andere wijze worden gerealiseerd. Er bestaat op dit moment dan ook geen modelcontract van een 360 deal. In feite is iedere overeenkomst maatwerk, waarbij een rol speelt welke rechten op het moment van contracteren feitelijk beschikbaar zijn en welke rechten mogelijk pas later. Daarnaast is de hoogte van de investering van belang en de bekendheid van de artiest. Binnen een 360 deal gaat het om gezamenlijk investeren, gezamenlijk delen van de opbrengsten en mede-eigendom van de rechten.

## Geschiedenis van de 360 deal
De 360 deal is de voorlopige, juridische uitkomst van de verschuivingen die onder invloed van het internet zijn ontstaan in de muziekindustrie. Dankzij dalende inkomsten uit cd-verkopen gingen de platenmaatschappijen op zoek naar een nieuw verdienmodel. Artiesten wilden eveneens inspelen op de veranderingen in de muziekindustrie doordat de manier waarop zij de fans kunnen bereiken dankzij het internet nauwelijks meer beperkingen kent. De scheidslijnen in de muziek vervagen en muziekbedrijven diversifiëren naar andere deelgebieden. De platenmaatschappij is haar monopoliepositie kwijt.
De basis voor wat tegenwoordig de 360 deal wordt genoemd, ligt in 2002, toen Robbie Williams een nieuw contract tekende met de Britse platenmaatschappij EMI Group. EMI betaalde de artiest 80 miljoen Engelse pond op
voorwaarde dat hij vier albums met nieuwe muziek zou aanleveren bij de maatschappij. De hoogte van het betaalde voorschot was destijds een record, waardoor EMI meer zekerheid wilde dat het betaalde bedrag ook daadwerkelijk terug kon worden verdiend. Partijen sloten een aandelentransactie, als gevolg waarvan EMI ging meedelen in alle opbrengsten die de artiest binnen de vennootschap realiseerde. Daar hoorden onder meer inkomsten uit optredens bij, hetgeen tot dat moment ongebruikelijk was voor een artiest van zijn niveau.
Inmiddels worden 360 deals ook met nieuw talent gesloten, dat zichzelf in commercieel opzicht nog moet bewijzen.

## Voorbeelden
In navolging van de deal met Robbie Williams zijn de eerste 360 deals vooral met wereldberoemde artiesten afgesloten. Bijvoorbeeld door de Amerikaanse concertorganisator Live Nation, die sinds 2007 zowel Madonna, U2, Shakira, Nickelback als Jay-Z heeft gecontracteerd.
- Madonna (duur contract/voorschot): 10 jaar, 120 miljoen dollar[1]
- U2: 12 jaar
- Shakira: 70 – 100 miljoen dollar
- Nickelback: 30 – 45 miljoen euro[3]
- Jay-Z: 10 jaar, 150 miljoen dollar

Opvallende aspecten aan deze contracten zijn:
- de relatief lange duur;
- de hoge voorschotbedragen;
- één bedrijf dat verantwoordelijk wordt voor de organisatie van de tournees, kaartverkoop, merchandising, publishing, albumverkopen, websites en fanclub.